# Babe Parilli
Vito "Babe" Parilli (Rochester, Pensilvânia, 7 de maio de 1929 – Parker, Colorado, 15 de julho de 2017) foi um jogador profissional de futebol americano estadunidense que atuou na posição de quarterback na National Football League por 17 anos.

## Carreira
Babe Parilli foi campeão do Super Bowl III jogando pelo New York Jets em 1969.
Morreu em 15 de julho de 2017, aos 87 anos, de mieloma múltiplo.

### Números
- Passes tentados: 3 330
- Passes completados: 1 552
- Percentual de acerto: 46,6%
- TD-INT: 178-220
- Jardas aéreas: 22 681
- QB Rating: 59.6

### Prêmios e honras
- 3× selecionado para o Pro Bowl (1963, 1964, 1966)
- Campeão do Super Bowl (III)
- AFL All-Star Game MVP de 1966
- Time da década de 1960 do Boston Patriots